# Плевицька Надія Василівна

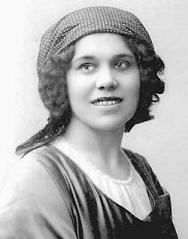
Надія Плевицка

Надія Василівна Плеви́цька (рос. Надежда Васильевна Плевицкая), уроджена Винникова (рос. Винникова; 17 січня 1884 – 1 жовтня 1940) — російська співачка, а також радянська агентка.
За переказами, російський імператор Микола II називав її «курським соловейком».

## Раннє життя та кар'єра
Надія Василівна Винникова народилася в селянській родині в селі Винниково, поблизу Курська 17 січня 1884 року.
У книжці спогадів, яка вийшла малим тиражем в Берліні в 1925 році, артистка так згадує своє дитинство:
| «Семеро було нас: батько, мати, брат та четверо сестер. Всіх дітей у батьків було дванадцять, я народилась дванадцятою і останньою, а залишилося нас п'ятеро, інші за волею Божою померли. Жили ми дружно, і слово батьків для нас було законом. Якщо ж, не дай Бог, хто «закон» осмілився обійти, то було і покарання: з кучі дрів вибиралась батьком-мамою палка потовстіше і словами: «Надаю, по чому не попало». А ось і проступки наші: батьки не дозволяли довго загулюватися. «Щоб засвітла дома були», – наказувала мати, відпускаючи сестер на вулицю, тому , що «хороша слава в коробці лежить, а дурна по дорозі біжить». Ось тієї слави, що «по дорозі біжить», мати і боялася. У мого батька було сім десятин землі. На сім'ю в сім людей – це не багато, але батьки мої були господарі чудові, при гарному врожаї і у нас були достатки. Бувало зайдеш в амбар: закрома повні, пшоно, крупи, на балках висять копчені гуси, окороки, в бочках солонина та сало. А в погребі – кадки капусти, огірків, яблук, грушок. Спокійна душа господарська, все тяжкою працею набуто, зате благодать: зимою сім'я живе добре. Мати з запалом ганяла нас в ліс: дикі яблучка для сушки возами возилися, мішками несли горіхи, які ховали до Різдва». |
«Семеро было нас: отец, мать, брат да четыре сестры. Всех детей у родителей было двенадцать, я родилась двенадцатой и последней, а осталось нас пятеро, прочие волей Божьей померли.
Жили мы дружно, и слово родителей для нас было законом. Если же, не дай Бог, кто «закон» осмелится обойти, то было и наказание: из кучи дров выбиралась отцом-матерью палка потолще со словами: «Отваляю, по чем ни попало».
А вот и преступления наши: родители не разрешали долго загуливаться. «Чтобы засветло дома были», – наказывала мать, отпуская сестер на улицу, потому что «хорошая слава в коробе лежит, а дурная по дорожке бежит». Вот той славы, что «по дорожке бежит», мать и боялась.
У моего отца было семь десятин пахоты. На семью в семь человек – это немного, но родители мои были хозяева крепкие, и при хорошем урожае и у нас были достатки. Бывало зайдешь в амбар: закрома полны, пшено, крупы, на балках висят копченые гуси, окорока, в бочках солонина и сало. А в погребе – кадки капусты, огурцов, яблок, груш. Спокойна душа хозяйская, все тяжким трудом приобретено, зато благодать: зимой семья благоденствует. Мать усердно гоняла нас в лес: дикие яблоки для сушки возами возились, мешками таскали орехи, которые припрятывали до Рождества».
Вона отримала всього лише два з половиною класи освіти в церковно-прихідській школі.
Любов до співів привела Надію (до хору Свято-Троїцького жіночого монастиря, в якому вона прожила більше двох років послушницею з 1897 року. Монастирське життя не сподобалось шістнадцятилітній дівчинці. Ось як вона згадувала ті часи: 
| «Тут, за високою стіною, серед тихої молитви копошиться темний гріх, закутаниц, захований». |
Одного разу вона випадково потрапила на циркову виставу в Курську, і вона вирішує стати циркачкою і вже через декілька днів Надю приймають в трупу, але її мати дізналася про це і помішала планам дочки.
Про повернення в монастир не могло бути і мови тому Надя влаштувалася покоївкою в багату купецьку сім'ю.
Переїхавши в Київ, поступила хористкою в капелу Олександри Володимірівни Липкіної, де через деякий час почала виконувати сольні партії. Малограмотна, вона не знала нот, проте володіла не тільки дивовижним голосом, але і абсолютним музичним слухом і з легкістю справлялася з найбільш важкими сольними партіями, завдяки чому згодом стала професійною співачкою. Пізніше Надя вступила в балетну трупу Штейна, де зустрілася з колишнім солістом балету Варшавского театру Едмундом Плевицьким, за якого в 19 років вийшла заміж.
Протягом наступних п'яти років, вже під прізвищем Плевицька, молода артистка співала в популярному «хорі лапотників» Мінкевича. Незабаром вона з чоловіком переїхали до Москви, де почала співати у відомому ресторані «Яр»; спеціальністю якого були циганські співи в гурті з прекрасними жіночими голосами.
Купецький «Яр» мав свої традиції та звичаї, які порушувати нікому не дозволялося. Зокрема, співачки не повинні були виходити на сцену у великому декольте. Чинний та суворий Судаков (директор) при розмові з Плевицькою, попередив її: «До „Яру“ московські купці возять своїх дружин, та боже збережи допустити якусь непристойність».
Дебют Надії виявився напрочуд вдалим, москвичам вона сподобалася. Співачці було запропоновано відновити контракт з «Яром» на зиму 1909 року.
Перебуваючи на гастролях, на концерті в 1909 році на ярмарку Нижнього Новгорода, її почув великий тенор Леонід Собінов. Він привернув до неї увагу широкої громадськості.
Тією ж осінню 1909 року співачка успішно виступила із сольними концертами в Ялті, де була запрошена на вечір до міністра імператорського двору графа Фредерікса.
За його допомогою вона виступила в Московській консерваторії. На той концерт у Московській консерваторії білети на виступи співачки продаються втридорога. Згодом їй були організовані гастролі в різних містах Росії.
Співачка мала добрі стосунки з Шаляпіним та багатьма акторами 
Художньоного театру. Після того як вона стала знаменитою та успішною у неї зав'язуються декілька романів з успішними та блискучими гвардійськими офіцерами. Одним з її нових коханців став поручик Кірасирського полку Його Величності лейтенант Шангін, з яким вона скоро одружується. Із своїм першим чоловіком Плєвіцька продовжує підтримувати приятельські відносини.
Вона декілька разів виступала при Дворі. Імператриця Олександра Федорівна, на одному з прийомів, за гарний спів подарувала Плєвіцькій брошку із брильянтами у вигляді жука. Найбільш відомим прихильником таланту Надії Плєвіцької був  імператор Микола Другий. За розповідями очевидців, слухаючи Плевицьку, імператор низько опускав голову та плакав.
Ось, яку характеристику дано Надії Плевицькій на одному з російських сайтів: says:
| Ліві лапки | Плевицька володіла рідкісною музикальністю, пишним та гнучким голосом, та меццо-сопрано широкого спектра. Її репертуар включав, поряд із популярними піснями, чудові приклади російської селянської народної пісні з Курської губернії, а також пісні міського життя, які сьогодні є всім відомі. Її манера виконання показувала велику щирість, багату інноваційність, виразну декламаційність та надзвичайно тонке глибоке почуття краси російської мови. | Праві лапки |

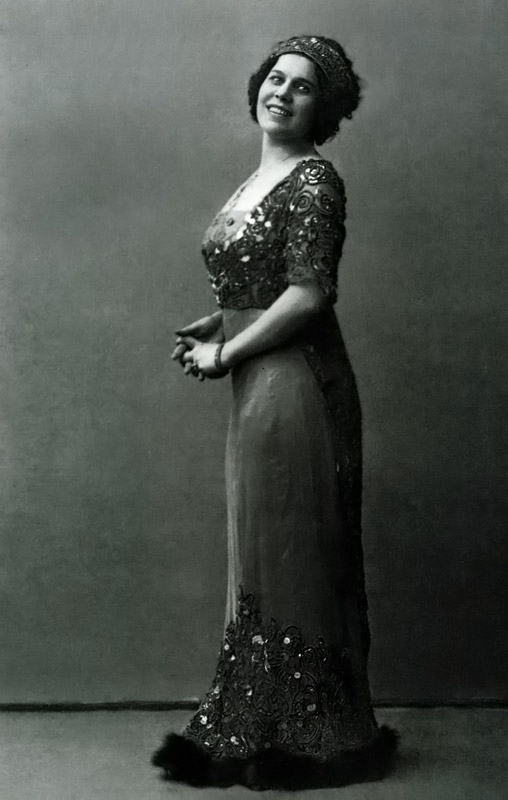
Надія Плєвіцька у роках 1912—1913

Великі гонорари Надії Плєвицької (до 50 тисяч рублів на рік), давали їй можливість займатися благодійністю. Також Плевицька виступала з благодійними концертами.
Коли почалась Перша світова війна, Надія Плевицька, разом зі своїм другим чоловіком поручиком Кірасирського полку Шангіним, відправилась на фронт, де стала сиділкою в лазареті в місті Ковно. Її другий чоловік Шангін помер у битві у січні 1915 року, коли російські війська відступали із позицій Східного фронту, програючи Німеччині. «. Самій співачці лише чудом вдалося уникнути німецького полону.
Через деякий час руку та серце їй запропонував поручик Юрій Лєвицький, син командира 73-ї піхотної дивізії, в якій колись служив Шангін.
У роки жовтневої революції Плевицька залишалась в Москві. Знаходячись на стороні червоних, вона говорила в своєму оточені, що з однаковими почуттями може заспівати і „Боже, царя храни“, і „Смело мы в бой пойдем“, і що все залежить від її аудиторії.
Після Жовтневої революції вона стала комуністкою і співала для військ Червоної армії.
У часи російської смути, вона залишилася не тільки без квартири та заміського будинку, але і всього багатства. На території, яку займали більшовики вона виступала з концертами в рідному їй Курську, в Одесі, де у неї був роман, із Шульгою, співробітником одеської ЧК.
У 1919 р. вона була захоплена разом із свої третім чоловіком, Левицьким, підрозділом кіної розвідки корниловців білої армії під командуванням генерала Ніколая Скобліна. Скоблін закохався в Плєвіцьку і запропонував їй вийти за нього заміж. Співачка погодилась.
Вони одружилися в еміграції в Туреччині після поразки Білої армії.
Так Надія пов'язала із Скобліним все своє подальше життя. Плевицька була старше Скобліна на дев'ять років, але від того їх пара не розвалилась, а їх союз був навпаки міцним.

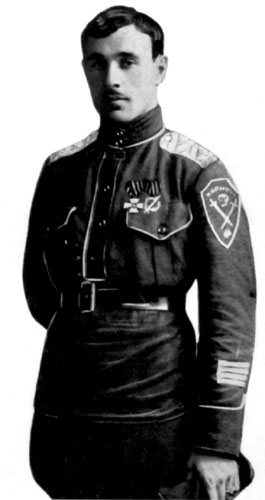
Микола Скоблін

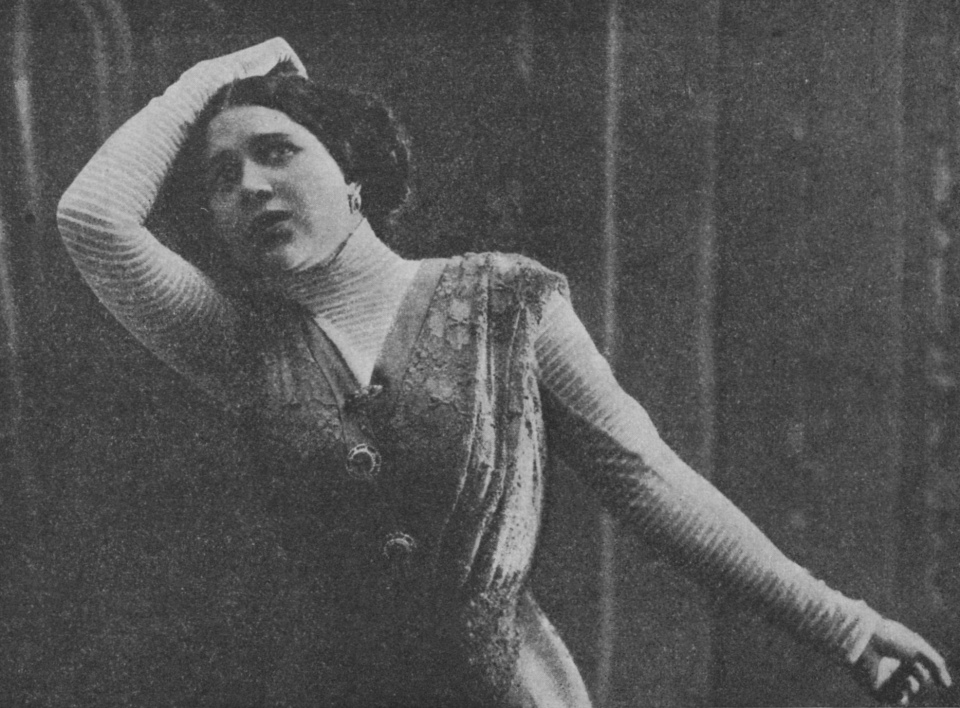
Надія Плевицька

## Ролі в кіно
Літом 1915 та 1916 років Володимир Гардін в садибі Плевицької зняв два фільми „Крик жизни“ та „Власть тьмы“ (Укр: „Крик життя“ та „Влада пітьми“) з Плєвіцькою в головній ролі. В 1918 році обидва фільми були переймоновані в один під назвою „Агафья“. Олександр Блок в своїй записній книжці писав про те, що Плєвіцька була знята в кінокартині „Молодой Ольшанский барин“ (укр: Молодий Ольшанський шляхтич). Копії цих фільмів могли зберегтися в архівах „Госфільмофонда“.

## Еміграція в Європу

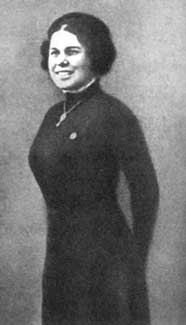
Надія Плевицька в 1930 році

Спершу Плєвіцька та її чоловік були відправлені в табір для переміщених осіб, який знаходився на пів-острові Галіполі під Стамбулом. За спогадами співака Олександра Вертинського, Плєвіцька та Скоблін із часів Галіполі дружили із сім'ями генералів Кутепова та Мілера.
Колишній офіцер Добровольчої армії Дмитрий Мейснер так говорив про ці часи:
| «В щасливі для нас хвилини ми заслуховувались піснями Надії Василівни Плєвіцької, яка щедро роздавала тоді оточуючим її молодих воїнів блискітки свого незрівняного таланту. Ця дивовижна співачка, виконавиця російських народних пісень, яуа тоді тільки починала потрохи затухати, висока струнка жінка була кумиром російської галіполійської воєнної молоді. Її буквально, і в переносному сенсі носили на руках». |
Значна частина рядового та офіцерського складу білих армій за кордоном відчувало ностальгію за покинутою Батьківщиною. В їх середовищі виникло бажання вернутися в Росію, яке збільшилось після прийняття ВЦИК 7 листопада 1921 року Декрету про амністію. 6 травня 1922 року російська еміграція за кордоном створила спеціальну організацію „Союз возвращения на Родину“ (Совнарод) (Укр: Союз повернення на Батьківщину). Опинившись проти своєї волі в еміграції, Надія Плєвіцька прохала та переконувала чоловіка піти за прикладом його соратників, зокрема, генерала Слащова, який приїхав із-за кордону в Росію і став викладачем Воєнної академії. Вона підкреслювала, що як російська народна співачка може легко влаштуватися у червоних і навіть „підняти свого чоловіка по службі“. Однак в той момент Скоблін згоди на повернення не дав. Він залишався на становищі почесного командира Корніловського полку, більшість офіцерів якого проживало у Франції
Між тим Надія Василіївна не припиняла концертну діяльність, виступала в Болгарії, Прибалтиці, Польщі, Німеччина. Її пісні слухали в Празі, Брюсселі, Парижі та інших європейських столицях, де проживали російські емігранти.
Честолюбивий та наполегливий, Скоблін став активним членом (РОВС) і фактично антрепренером Плєвицької. Він завжди супроводжував її під час гастролів. Париж, Берлін, Белград, Варшава, Брюссель. Біла еміграція із захопленням приймала російські пісня у виконані Плєвіцької, особливо хіт того часу  „Замело тебя снегом, Россия“(Укр: Замело тебе снігом, Росія)»
Плевицька давала концертні тури по всій Європі (а в 1926 році — у США), де її супроводжував композитор, Сергій Рахманінов) В жовтні 1926 вона дала в Нью-Йорку серію концертів, на деякі з них запросила службовців радянського представництва Амторга — державної торгової організації, який одночесно виконував консульські функції. Цей крок знаменитої співачки викликав замішання в рядах білої еміграції. У відповідь на нападки емігрантської преси Плєвіцка заявила журналістам: «Я артистка і співаю для всіх. Я поза політикою».
Одного разу композитор Рахманінов почув, як вона співає пісню «Белилицы, румяницы вы мои», яку він використовував як основу останнього його твору «Три російських пісні, оп. 41» для хору та оркестру. Проте кар'єра не давала великих доходів для Плевицької та Скобліна.
Коли Скоблін та Плевицька почали жити в Парижі Олександр Вертинський згадував:
| «В російському ресторані «Великий Московський Ермітаж» в Парижі співала і Надєжда Плєвіцька. Кожний вечір її привозив та забирав на маленькій машинці також маленький генерал Скоблін. Нічим особливим він не відрізнявся. Доволі скромний і навіть сором'язливий, він згодом виглядав забутим чоловіком у такої енергійної і вольової жінки, як Плєвіцька». |
Емігрантське життя у співачки та генерала не дуже добре велося. Вони перебрались в паризьке передмістя Озуар-ле-Ферьєр. Одночасно взяли в оренду велику ділянку землі з виноградником неподалік біля Ніци. Проте в результаті неврожаю швидко розорились. В Озуар-ле-Ферьєр подружжя мешкало і в домі, купленому в розтрочку на десять років, за який щомісячно виплачували по 800 франків. В той час це були великі гроші, і Надії Плєвіцькій, щоб заробити, приходилось часто виїжджати на гастролі в європейські міста, де проживали російські емігранти. Проте грошей все одно не вистачало. Крім того, «аристократична Росія», яка знайшла прихисток у Франції, вважала шлюб Скобліна із «мужичкою» Плєвіцькою міжальянсом. Колишні титуловані особи, які стали в Парижі таксистами, офіціантами та власниками публічних домів, любили слухати її пісні, проте в свій круг не допускали.
У 1925 році, в Берліні, виходить автобіографія співачки «Дежкин карагод», літературно оброблена письменником-емігрантом Іваном Лукашом. Передмову до книги написав Олексій Ремізов, а всі видатки на її видавництво взяв на себе давній прихильник Плєвіцької, відомий в російському зарубіжі багач та меценат Марк Ейтінгон.
Співачка не знала іноземних мов, тому не змогла стати зіркою світової величини, як це вдалось Шаляпіну. Її репертуар — російські народні співанки та романси — були цікаві лише знедоленим російським емігрантам і мало цікавили європейську публіку.
Згодом і керівник Російського загальновоєнного союзу (РОВС) генерал Врангель 9 лютого 1927 року віддав наказ про звільнення генерала Скобліна від командування Корніловським полком. Скоблін залишився без посади та можливостей до існування. Проте, його опала тривала недовго, і в тому ж 1927 році він знову повернувся в Корніловський полк.
Плевицька, жінка, яка звикла жити добре (як відомо, любила чудові хутра та ювелірні вироби) і різко позбулася всіх багатств, переконала Скобліна працювати на Радянський Союз.

## Радянський секретний агент
Зовнішня розвідка Луб'янки — Іноземний відділ ОГПУ — активно обробляли та рекрутували білогвардійську еміграцію, в тому числі членів створеного в 1924 році Російського загальновоєнного союзу. Він числився серед головних об'єктів проникнення радянських спецслужб, які мали в ньому свою агентуру. Москва вважала РОВС джерелом постійної небезпеки, так як отримана інформація свідчила, що стратегічною ціллю керівництва союзу є збройний виступ проти радянської влади. У Центрі припускали, що у випадку війни в Європі вороги СРСР обов'язково покличуть під свої прапори полки колишньої Добровольчої армії.
За завданням Луб'янки 2 вересня 1930 року для зустрічі із Скобліним в Париж прибув колишній однополчанин Петро Ковальський, який воював разом із генералом в Добровольчій армії, а потім почав працювати на іноземний відділ ОГПУ та мав оперативний псевдонім «Сільвестров».
Відвідавши дім подружжя декілька разів, Ковальский зрозумів, що Скоблін повністю перебуває під впливом дружини, і вирішив завербувати їх обох. Він вирішив діяти через Надію, яка пообіцяла "повпливати на чоловіка. У ході розмови з генералом він передав Скобліну лист від його старшого брата, який мешкав в СРСР, та від імені командування Червоної армії запропонував генералу повернутися на Батьківщину, гарантувавши йому гарну посаду в Штабі РККА.
Колишній командир Корніловської дивізії сам написав заяву в ЦВК СРСР, в якій просив про персональну амністію та передачу йому та його дружині радянського громадянства.
Ось, що написав Скоблін:
| «Дванадцать років у стані активної боротьби проти Радянської влади показали мені сумну помилковість моїх переконань. Зрозумівши свою велику помилку та покаявшись у своїх проступках проти трудящихся СССР, прошу про персональну амністію і дарування мені прав громадянина СРСР. Одночасно з цим даю обіцянку не виступати як активно, так і пасивно проти Радянської влади та її органів. Повністю сприяти побудові Радянського Союзу і у всіх діях, напрямах які призводять до підриву сили Радянського Союзу, які мені будуть відомі, повідомляти відповідним урядовчим органам. |
«Двенадцать лет нахождения в активной борьбе против Советской власти показали мне печальную ошибочность моих убеждений. Осознав свою крупную ошибку и раскаиваясь в своих проступках против трудящихся СССР, прошу о персональной амнистии и даровании мне прав гражданства СССР.
Одновременно с сим даю обещание не выступать как активно, так и пассивно против Советской власти и ее органов. Всецело способствовать строительству Советского Союза и о всех действиях, направленных к подрыву мощи Советского Союза, которые мне будут известны, сообщать соответствующим правительственным органам.
21 січня 1931 року відбулась в Берліні чергова зустріч Миколи Скобліна та Надії Плєвіцької з представиником Центру. Він об'явив подружжю, що ВЦИК персонально амністував їх. Своєю чергою, генерал підкреслив, що перелом відбувся в ньому ще шість років тому назад, коли у нього наступило повне розчарування в ідеалах білого руху. Він тільки не мав зручого випадку перейти на сторону радянської влади.
Скоблін та Плєвіцька написали домовленість про співпрацю з радянською розвідкою наступного змісту після зустрічі в розвідовальному радянському центрі:
| Постанова Центрального Виконавчого Комітету Союзу Радянських Соціалістичних Республік про персональну амністію та відновлення в правах громадянина мені повідомлено. цим документом зобов'язуюсь до особливого розпорядження зберігати в секреті. 21/1-31. Берлін. Б. генерал Н.Скоблін / Н. Плевицька-Скобліна. РОЗПИСКА Цим документом зобов'язуюсь перед Робітничо-Селянською Червоною Армією Союзу Радянських Соціалістичних Республік виконувати всі розпорядження пов'язані зі мною представників розвідки Червоної Армії не відносно до території. За невиконання даного мною цього обов'язку відповідальність за воєнними законами СРСР. 21/1-31. Берлін. Б. генерал Микола Володимирович Скоблін / Надія Василівна Плєвіцька-Скобліна». |
«Постановление Центрального Исполнительного Комитета Союза Советских Социалистических Республик о персональной амнистии и восстановлении в правах гражданства мне объявлено.
Настоящим обязуюсь до особого распоряжения хранить в секрете.
21/1-31. Берлин.
Б. генерал Н.Скоблин / Н.Плевицкая-Скоблина.
ПОДПИСКА
Настоящим обязуюсь перед Рабоче-Крестьянской Красной Армией Союза Советских Социалистических Республик выполнять все распоряжения связанных со мной представителей разведки Красной Армии безотносительно территории. За невыполнение данного мною настоящего обязательства отвечаю по военным законам СССР.
21/1-31. Берлин.
Б. генерал Николай Владимирович Скоблин / Надежда Васильевна Плевицкая-Скоблина».
На Скобліна було заведено особисту справу(під агентурним номером ЕЖ/13). Він та його дружина отримали агентурні прізвиська «Фермер» та «Фермерша» і зарплату — двісті доларів.
У 1930, Плевицька та Скоблін були завербовані ДПУ(ГПУ) (згодом НКВД), радянською таємною поліцією.
Через деякий час, вони працювали разом з групою Сергія Яковлевича Ефронова (білогвардійця, агента НКВД, чоловіка Надії Цвєтаївої).
За всіма свідченнями, вони були досвідченими та дуже успішними агентами радянської розвідки. Скоблін виступав посередником між НКВД та Гестапо у справі про троцькістську антирадянську військову організацію (справа Тухачевського). Спочатку ці двоє використовувалися на завданнях в Західній Європі.
Після зустрічі з представниками Центру перед Скобліном була поставлена задача зміцнювати зв'язки із всіма знайомими йому діячами РОВС та інших білих організацій. Надії Плєвіцькій доручалось своїми виступами на благодійних вечорах РОВС покращувати авторитет — і свій, і свого чоловіка.
На початках через конспірацію і зв'язок «Фермера» із радянською розвідкою здійснювався по поштовому каналі через Відень. Центр інформувач в резидентуру, що вважає вербовку генерала «цінним досягненням у нашій роботі». Відносно Плєвіцької Центр писав: «За докладом „Сільвестрова“ вона також дала згоду на співробітництво. Проте ми вважаємо, що вона може дати нам набагато більше, чим одна „згода“. Вона може працювати самостійно. Запросіть, які є її зв'язки та знайомства, де вона крутиться про, кого і про що може повідомляти. Результати повідомте. В залежності від них буде вирішено питання про способи її подальшого використання».
У 1930 році на посаді керівника РОВС вкраденого ОГПУ генерала Александра Кутєпова, приємника померлого Врангеля, змінив генерал Євгеній Мілер. Найближчим співробітником останнього був Скоблін. Зв його допомогою радянська розвідка була в курсі всіх помислів тої частини російських емігрантів, яка мріяла про організацію «червоного походу» проти СРСР.
Скоблін очолював відділ РОВС із зв'язку з периферійними органами союзу і був поінформований про все, що планувалось в колах російської еміграції, в тому числі про спільні операції за участі розвідок Румунії,Польщі, Болгарії та Фінляндії.
Плєвіцька займалася тим, що вона копіювала секретні документи РОВС, які Скоблін на декілька годин приносив до дому, писала агентурні повідомлення та виконувала роль зв'язної.
Про роль подружжя свідчить зміст доповідної записки, підготовленої в середині 1934 року куратором французького напрямку діяльності розвідки СРСР Сергія Шпігельгласа на ім'я начальника іноземного відділу ОГПУ Артузова:
| «Завербовані нами «Фермер» та його дружина «Фермерша» стали основними джерелами інформації. Чоловік матеріально незалежний, який певний час відійшов від основного ядра РОВС, «Фермер», будучи завербованим, займає як командир одного з полків помітне положення серед генералітету та, користуючись повагою і достатнім авторитетом, став активно впливати як на загальну політику РОВС, так і на проведення бойової роботи. |
Основними результатами праці подружжя «Фермерів» були:
1) Ліквідація бойових дружин,створених Шатильовим (генерал, колишній начальник штабу Російської армії) та генералом Фоком (колишній інспектор артилерії 1-го армійського корпусу врангелівців, керував терористичною діяльністю РОВС, зокрема, був головою школи по підготовці терористів) для переправлення їх в СРСР;
2)Звели на нівець  у Туркула (генерал, колишній командир Дроздовської дивізії, один з керівників РОВС.) і Шатилтова думку про створення організації особливого терористичного ядра;
3) Вияснили, хто з радянських агентів є розсекречені французами, та виявили на чисту воду агента-провокатора, підсунутого французами, який працював 11 місяців на радянську розвідку;
4) Донесли про підготовку Мілером, Драгоміровим (генерал від інфантерії, одного з керівників РОВС.), Харжевським (генерал, почесний командир Марковського полку ) та Фоком убивстві Троцького;
5),Видали організацію по підготовці вбивства Литвінова (зам. наркома іноземних справ);
6) Розкрили роботу РОВС із Румунії проти СРСР.
Однак, незабаром їхній успіх призвів до періодичних прихованих поїздок до Радянського Союзу, де вона та Скоблін виконували добре оплачувану контррозвідувальну роботу в Москві, де НКВД розкривав "ворогів Сталіна". Працюючи під різними обставинами для Радянського центрального виконавчого комітету та зовнішньоторговельного комісаріату, вона з'явилася на роботу в радянському державному офісі як надзвичайно добре одягнений типограф-клерк, укомплектований полакованими нігтями, ювелірними виробами та одягом з доброї натуральної шкіри, вона в подальшому буде вірно звітувати про дії та рухи свого персоналу.
Тільки за перші чотири роки співпраці із радянською розвідкою «Фермерів» на основі інформації, отриманої від них, чекісти заарештували 17 агентів, закинутих РОВС в Радянський Союз, та встановили 11 явочних квартир в Москві, Ленінграді та на Закавказзі.

## Викрадення Міллера

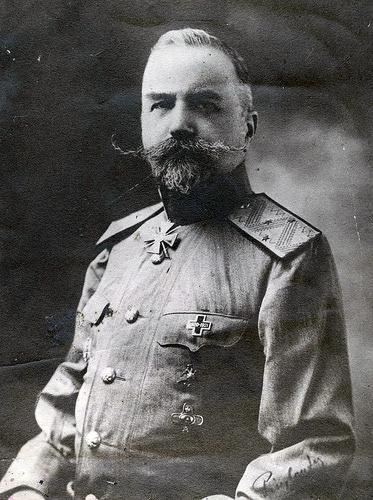
Євгеній Міллер

Плєвіцька та Скоблін брали активну участь у викраденні 1937 році у Парижі білого генерала Євгена Міллера. Передувало вкрадено в 1937 році, заява того ж року Міллера та інших керівників РОВС, які переорієнтувались в своїй діяльності на нацистську Німеччину, разом з якою вони розраховували вторгнутися на територію СРСР та очолити окупаційний режим гітлерівців.
Міллер висловлювався на рахунок Третього Рейху так :
| «РОВС повинен звернути усю свою увагу на Німеччину, це єдина країна, яка проголосила боротьбу з комунізмом не на життя, а на смерть». |
Центр ухвалив рішення вкрасти Міллера для організації суду над ним в Москві. У випадку пропажі генерала, на думку радянського розвідувального Центру, замінити його на посту керівника РОВС реально міг тільки Скоблін, що дозволило б Луб'янці повністю контролювати діяльність цієї білогвардійської організації. Проте в цей час керівником радянської зовнішньої розвідки був уже Абрам Слуцький, який не мав великого оперативного досвіду колишнього керівника Артузова. Він розпорядився доручити до викрадення Міллера Скобліна, що в кінцевому рахунку привело того до компроментації.
Мілер був викрадений 22 вересня 1937 року і згодом доставлений в СРСР. Однак перед тим як піти на зустріч, організовану Скобліним, генерал залишив у себе на робочому столі записку наступного змісту:
| «У мене сьогодні в 12.30 побачення із ген. Скобліним на розі вул. Жасмен та Раффе. Він повинен відвезти мене на побачення із німецьким офіцером, воєнним аташе в балканських країнах Штроманом і з Вернером, чиновником тутешнього німецького посольства. Обидва добре говорять російською. Побачення робиться за ініціативою Скобліна. Можливо, що це пастка, а тому на всяк випадок залишу цю записку. 22 вересня 1937 року. Ген.-лейт. Міллер» |
«У меня сегодня в 12.30 свидание с ген. Скоблиным на углу ул. Жасмен и Раффе. Он должен отвезти меня на свидание с германским офицером, военным атташе в балканских странах Штроманом и с Вернером, чиновником здешнего германского посольства.

Оба хорошо говорят по-русски. Свидание устраивается по инициативе Скоблина. Возможно, что это ловушка, а поэтому на всякий случай оставляю эту записку.

Після зникнення Мілера члени керівництва РОВС адмірал Кедров та генерал Кусонський пред'явили Скобліну цю записку та запропонували проїхати в поліцейський відділок. Він втік з місця зустрічі. Деякий час він ховався на конспіративній квартирі радянської розвідки в Парижі.
У травні 1938 року після викрадення Скоблін втік у Барселону, де прорадянський уряд відмовився його видати до Франції.
В Іспанії в 1938 році Скоблін помер «при невияснених обставинах», можливо через бомбардування франкістським повітряним флотом.

## Судова справа
24 вересня 1937 року колишня співачка була заарештована французькою поліцією. При ній знайшли 7500 франків, 50 доларів та 50 фунтів стерлінгів — це слугувало головним доказом для звинувачення її в «співучасті у викрадені генерала Міллера та насильстві над ним», а також її звинуватили в шпигунстві на користь СРСР.
Намагаючись викрасти Міллера, вона стверджувала, що НКВД також викрав її чоловіка, і що вона не знає про зникнення Міллера. Свідоцтво про її шпигунську діяльність було знайдено в її квартирі.
Олександр Михайлович Орлов радянський перебіжчик, пізніше стверджував, що Скобліну було запропоновано написати любовні листи, які пізніше були відправлені до Надії у в'язницю для забезпечення її мовчання. У листах просили її не розкривати масштабів своєї діяльності як агента НКВД.
Слідство по справі Плєвіцької продовжувалось більше року. Судовий процес над нею почався в кінці листопада 1938-го. А 14 грудня старшина присяжних оголосив вердикт: Надія Плевицька була визнана виною за всіма пунктами звинувачення, хоча на суді вона до кінця не визнавала своєї вини, через те що прямих доказів проти неї не було.
У 1938 році вона була засуджена до надзвичайно суворого терміну 20 років у французькій в'язниці.
В той час колишній керівник РОВС Євгеній Міллер сидів у тюрмі НКВД на Луб'янці в Москві. 

## Смерть
Вона загинула у в'язниці Ренна з хвороби серця восени 1940 року, під час німецької окупації.

## Пам'ять
- В 1995 році в Курську пройшов перший фестиваль народної пісні імені Надії Плевицкої. Наступні фестивалі проходили в 2005-му, в 2007-му, в 2009-му роках, в 2011-му, в 2013-м, 2015-му.
- У Курську кожний рік проходить обласний фестиваль дитячої творчості «Дежкин карагод»
- 13 червня 1998 року в селі Винниково відбулось посвячення та урочисте відкриття пам'ятника Плєвіцької (скульптор — В'ячеслав Кликов).
- 3 жовтня 2009 року в селі Винниково відкрився музей, присвячений її життю.
- У вересні 2005 року в домі № 12 на вулиці Золотій в Курську відкрилась пам'ятна дошка на її честь.
- Рішенням Курських міських зборів від 25 лютого 2011 року № 349-4-ОС одна з вулиць міста названа Проспектом Надії Плевицької.

### У мистецтві
- Драматній долі Плевицької присвячене оповідання Володимира Набокова «Помощник режиссёра».(Укр: «Помічник режисера»)
- Головний жіночий персонаж фільму Еріка Ромера «Потрійний агент», знятого по мотивам історії викрадення генерала Міллера, схожий на співачку, проте спільного нічого не має
- Надія Плєвіцка згадується в трилогії письменника Рибакова «Діти Арбата» та в другій книзі «Страх».